# Ballana quira
Ballana quira är en insektsart som beskrevs av Delong 1937. Ballana quira ingår i släktet Ballana och familjen dvärgstritar. Inga underarter finns listade i Catalogue of Life.